# Un home del poble
"L'home del poble" (títol original en anglès "Man of the People") és el tercer episodi de la sisena temporada de la sèrie de televisió de ciència-ficció estatunidenca Star Trek: La nova generació, i el 129è de tota la sèrie. Es va emetre originalment el 5 de d'octubre de 1992 en redifusió als Estats Units. L'episodi va ser escrit per Frank Abatemarco i dirigit per Winrich Kolbe
Ambientada al segle XXIV, la sèrie segueix les aventures de la tripulació de la nau de la Flota Estel·lar de la Federació Enterprise-D sota el comandament del capità Jean-Luc Picard. En aquest episodi, que és una variació de la novel·la d'Oscar Wilde El retrat de Dorian Gray, un diplomàtic visitant utilitza Deanna Troi com a receptacle per a les emocions desagradables.

## Argument
En l'any 2369 data estel·lar 46071.6 l' Enterprise ajuda el transport de la Federació Dorian, que està sent atacat per dues naus, salvant la seva tripulació i el passatger, l'ambaixador lumerià Ramid Ves Alkar. La Flota Estel·lar ordena a l'"Enterprise" que transporti Alkar la resta del camí fins al sistema Rekag/Seroni, on ha de mediar en les negociacions entre els dos planetes. Alkar va acompanyat d'una dona gran anomenada Sev Maylor, a qui identifica com la seva mare. La consellera Troi i Alkar ràpidament fan amistat, però això fa que Maylor es torni amargament hostil cap a Troi. Aviat, Maylor sucumbeix a una condició desconeguda i mor; Alkar sembla impassible per la pèrdua, però tot i així sol·licita una cerimònia funerària juntament amb Troi, fent que toquin "pedres funeràries" com a part del procés. La Dra. Crusher sol·licita una autòpsia del cos a causa dels alts nivells de residus de neurotransmissors, però Alkar ho nega, afirmant que violaria el costum lumerià.
A mesura que l'"Enterprise" continua, Troi fa insinuacions sexuals cap a Alkar, que la rebutja. Aleshores intenta seduir membres de la tripulació, posant en conflicte la seva relació amb el comandant Riker. Troi també mostra signes d'envelliment ràpid. Quan arriben a Seronia, Troi s'enfada encara més quan descobreix Alkar treballant amb Liva, una altra dona de la delegació d'Alkar que ja havia arribat al planeta. Després que Alkar es negui a deixar que Troi vingui amb ell al planeta, Troi intenta atacar-lo amb un ganivet, però és aturada i portada a la Infermeria.
Troi, visiblement envellida, mostra nivells alts de residus de neurotransmissors similars als que la Dra. Crusher va trobar al cos de Maylor, i amb aquesta nova evidència, Picard li permet realitzar l'autòpsia a Maylor. La Dra. Crusher descobreix que el cos és el d'una dona de trenta anys, i Maylor no tenia cap relació genètica amb Alkar. Picard s'enfronta a Alkar al planeta sobre aquesta troballa. Alkar revela a Picard que té la capacitat de canalitzar les seves emocions negatives cap a una altra persona, un "receptacle", que li permet tenir la ment clara i el cap assenyat com a negociador. Alkar és conscient que això provoca un envelliment accelerat i la mort dels receptacles en pocs anys, i no havia previst els ràpids símptomes de Troi quan la va triar com el seu proper receptacle.
Com que Alkar no mostra cap remordiment per les seves accions, Picard i la Dra. Crusher ideen una manera de rescatar Troi. La Dra. Crusher indueix símptomes mortals a Troi, cosa que trenca el vincle amb Alkar. Alkar torna a la nau per reconèixer la mort de Troi i després busca Liva, intentant convertir-la en el següent receptacle. Just quan Alkar comença el procés, la Dra. Crusher reviu Troi i purga el residu de neurotransmissors del seu sistema; això té un impacte immediat en Alkar mentre intenta acabar el ritual de canalització. Picard fa que Liva surti dels aposents d'Alkar, deixant l'home sol per patir anys d'emocions reprimides. Envelleix ràpidament i mor. Troi aconsegueix recuperar-se completament, recuperant el seu antic aspecte juvenil i la seva personalitat original.

## Repartiment i doblatge al català
La sèrie va ser doblada al català pels estudis Tramontana (primera part) i Soundtrack (segona part) i emesa a TV3 l’any 1991. Els dobladors de l'episodi foren:
| Personatge       | Actor/actriu      | Veu en català       |
| ---------------- | ----------------- | ------------------- |
| Jean-Luc Picard  | Patrick Stewart   | Joan Crosas         |
| William Riker    | Jonathan Frakes   | Antoni Forteza      |
| Data             | Brent Spinner     | Joaquim Sota        |
| Geordi La Forge  | LeVar Burton      | Aleix Estadella     |
| Worf             | Michael Dorn      | Enric Arquimbau     |
| Beverly Crusher  | Gates McFadden    | Aurora Garcia       |
| Deanna Troi      | Marina Sirtis     | Alicia Laorden      |
| Alyssa Ogawa     | Patti Yasutake    | Maria Josep Guasch  |
| Ves Alkar        | Chip Lucia        | Santi Lorenz        |
| Sev Maylor       | Susan French      | Roser Huguet        |
| Liva             | Stephanie Erb     | Carme Alarcon       |
| Almirall Simmons | George D. Wallace | Jordi Vilaseca      |
| Alferes Janeway  | Lucy Boryer       | Maria Lluïsa Magaña |
| Alferes          | J.B. Hubbell      | Francesc Figuerola  |

## Producció
De fet, Relíquies havia de ser el tercer episodi de la sisena temporada. Tanmateix, això no va ser possible a causa de l'agenda de l'estrella convidada James Doohan. Per tant, l'ordre d'emissió dels episodis es va intercanviar. A causa d'aquesta decisió, tota la producció d'"Un home del poble" va tenir lloc sota una pressió de temps considerable.
La premissa bàsica de l'episodi es basa en la novel·la d'Oscar Wilde de 1890 El retrat de Dorian Gray. L'episodi també conté una referència directa al seu material original, ja que la nau de transport d'Alkar es deia "Dorian".
A causa de les limitacions de temps, cada acte de la història va ser escrit per un membre diferent de l'equip de guionistes de la sèrie. Finalment, Frank Abatemarco va resumir el guió. Abatemarco va ser l'únic guionista als crèdits de l'episodi.
A partir d'aquest episodi, Jonathan West va substituir Marvin V. Rush com a director de fotografia de Star Trek: La nova generació, mentre Rush passava a la sèrie derivada Star Trek: Deep Space Nine.

## Recepció
Keith DeCandido va qualificar "Un home del poble" a "tor.com" el 2012 com un episodi extremadament deficient de "Star Trek: La nova generació". Va trobar que la transformació de Troi era una mica reeixida, però va trobar que el personatge d'Alkar estava mal interpretat i mal escrit. Ni ell ni la seva missió es narren d'una manera emocionant. DeCandido també va criticar la mala distribució d'edats i el mal moment de la mort i el renaixement de Troi.
El 2017, "L'home del poble" va rebre reconeixement dins del conjunt de 725 episodis, al llarg de 30 temporades, de les sis sèries de televisió que existien aleshores a la franquícia Star Trek, quan Screen Rant va classificar aquest com el novè episodi temàticament més fosc en general. La crítica afirmava que, en un moment en què els creadors de la sèrie no tenien permís per explorar la violació, el dolent utilitza la seva posició de poder per victimitzar les dones, abocant els seus mals sentiments sobre els seus ajudants, utilitzant-los com a prescindibles; però a l'episodi Troi és salvada i la negativitat torna a Alkar matant-lo.
El 2019, Screen Rant va assenyalar que la qualificació de l'episodi IMDb, de 5,8 sobre 10 en aquell moment, classificava "L'home del poble" com el sisè pitjor episodi de Star Trek: La nova generació.

## Llançaments
L'episodi es va publicar com a part de la caixa de la sisena temporada de Star Trek: La Nova Generació DVD als Estats Units el 3 de desembre de 2002.  Una versió remasteritzada en HD es va publicar en disc òptic Blu-ray el 24 de juny de 2014.